# Mejía (khu tự quản)
Mejía là một khu tự quản thuộc bang Sucre, Venezuela. Thủ phủ của khu tự quản Mejía đóng tại San Antonio del Golfo. Khự tự quản Mejía có diện tích 1080 km2, dân số theo điều tra dân số ngày 21 tháng 10 năm 2001 là 11989 người.